# If Your Girl Only Knew
If Your Girl Only Knew – inauguracyjny, główny singel promujący drugi studyjny album Aaliyah pt. One in a Million (1996). Jest to kompozycja autorstwa Missy Elliott i Tima „Timbalanda” Mosleya, Timbaland jest także odpowiedzialny za produkcję singla, który wydano w drugim kwartale 1996 roku (w 1997 miała też miejsce jego reedycja, z singlem „One in a Million” na stronie A wydania).
Sama Aaliyah nazywa ten utwór własną wersją ballady „If Only You Knew” z repertuaru Patti LaBelle.

## Zawartość singla
Amerykańskie wydanie singla CD
1. „If Your Girl Only Knew You (Album Mix)”, featuring Timbaland
2. „If Your Girl Only Knew You (Extended Mix)”
3. „If Your Girl Only Knew You (Remix)”, feat. Timbaland & Missy Elliott
4. „If Your Girl Only Knew You (Beat A Pella)”
5. „If Your Girl Only Knew You (Instrumental)”
6. „If Your Girl Only Knew You (The New Remix)”

Amerykańskie wydanie singla na kasecie magnetofonowej
1. „If Your Girl Only Knew You (Radio Edit)”
2. „If Your Girl Only Knew You (Remix)”, feat. Timbaland & Missy Elliott

## Teledysk
Wideoklip do utworu „If Your Girl Only Knew” wyreżyserował Joseph Kahn. Aaliyah, jej brat Rashad Haughton i grupa statystów występują w rolach uczestników imprezy. Wokalistka ma na sobie ciemny, skórzany strój oraz okulary przeciwsłoneczne i bandanę, które były w tym okresie jej znakiem rozpoznawczym. W teledysku w rolach cameo pojawili się także Missy Elliott, Timbaland, Lil’ Kim, Ginuwine i członkinie zespołu 702.

## Pozycje na listach przebojów

### „If Your Girl Only Knew”
| Notowanie (1996)                                | Najwyższa pozycja |
| ----------------------------------------------- | ----------------- |
| Sweden Top 60 Singles                           | 49                |
| New Zealand RIANZ Singles Chart                 | 20                |
| U.S. Billboard Hot 100                          | 11                |
| U.S. Billboard Hot R&B/Hip-Hop Singles & Tracks | 1                 |
| U.S. Billboard Hot R&B/Hip-Hop Airplay          | 1                 |
| U.S. Billboard Rhythmic Top 40                  | 1                 |
| UK Top 75 Singles                               | 21                |
| Japan Tokio Hot 100                             | 1                 |

### „If Your Girl Only Knew”/„One In a Million”
| Notowanie (1997)  | Najwyższa pozycja |
| ----------------- | ----------------- |
| UK Top 75 Singles | 15                |